# Fibromatosis plantar
La fibromatosis plantar, también llamada enfermedad de Ledderhose o fibromatosis de la aponeurosis plantar, en una enfermedad de carácter benigno que se caracteriza por la aparición de tejido fibroso proliferativo en la aponeurosis de la planta del pie (aponeurosis plantar). El nombre de la afección hace referencia a Georg Ledderhose, cirujano alemán nacido en 1855 que realizó la descripción del mal en 1897.

## Causas
Es más frecuente en hombres en la edad media de la vida. Aunque la causa es desconocida, se ha asociado a la existencia de traumatismos repetidos en la región plantar y otras enfermedades como la diabetes mellitus y el uso crónico de fenobarbital en los pacientes afectos de epilepsia. Algunos autores consideran esta enfermedad como una variante de la enfermedad de Dupuytren pero con afectación en la planta del pie en lugar de en las palmas de las manos. Se han descritos algunos casos de afectación familiar con diversos parientes que presentan tanto fibromatosis plantar como enfermedad de Dupuytren. La herencia autosómica dominante con penetrancia incompleta era probable

## Síntomas
El síntoma inicial es la aparición de un pequeño nódulo de 1 o 2 cm de diámetro, no doloroso, que puede palparse en la planta del pie. La lesión tiende a progresar invadiendo tejidos más profundos, causando dolor cuando alcanza mayor tamaño e invade el tejido nervioso o vascular. No suele provocar contractura de los dedos del pie salvo cuando se afecta el tendón flexor del segundo dedo del pie. No es rara la afectación bilateral, que ocurre entre el 20 y 50% de los casos, según los diferentes autores.

## Tratamiento
El tratamiento recomendado es variable según la intensidad de los síntomas y el grado de repercusión funcional. Se ha utilizado la fisioterapia, infiltraciones con corticoides, medicamentos antiinflamatorios no esteroideos y la cirugía cuando fracasan otros procedimientos de tratamiento o bien si los nódulos son de gran tamaño y dificultan las actividades cotidianas. Existe un riesgo importante de recidiva tras la cirugía.

## Enfermedades relacionadas
La fibromatosis plantar se ha relacionado con otras enfermedades con las que guarda similitud por la proliferación de tejido fibroso:
- Enfermedad de Dupuytren.
- Enfermedad de La Peyronie.